# Emily Silver
Emily Susan Silver (St. Petersburg, 9 ottobre 1985) è una nuotatrice statunitense.

## Palmarès
- Olimpiadi

Pechino 2008: argento nella 4x100m sl.
- Mondiali

Montreal 2005: bronzo nella 4x100m sl.
- Mondiali in vasca corta

Manchester 2008: oro nella 4x100m misti.
- Universiadi

Bangkok 2007: oro nella 4x100m sl e argento 4x100m misti.